# Венесуэла на летних Олимпийских играх 2012
Венесуэла в семнадцатый раз приняла участие в Летних Олимпийских играх, и завоевала одну золотую медаль. Эта медаль стала второй золотой Олимпийской наградой в истории Венесуэлы.

## Награды

### Золото
| Золото |               |                             |
| №      | Спортсмены    | Вид спорта (дисциплина)     |
| 1      | Рубен Лимардо | Фехтование (мужчины, шпага) |

## Результаты соревнований

### Бокс
Мужчины
| Соревнование     | Спортсмены                 | 1-й раунд                   | 2-й раунд                   | Четвертьфинал             | Полуфинал            | Финал                | Место |
| Соревнование     | Спортсмены                 | Соперник Результат          | Соперник Результат          | Соперник Результат        | Соперник Результат   | Соперник Результат   | Место |
| ---------------- | -------------------------- | --------------------------- | --------------------------- | ------------------------- | -------------------- | -------------------- | ----- |
| до 69 кг         |                            |                             |                             |                           |                      |                      |       |
| Габриэль Маэстре |                            | Амин Гасемипур (IRI) П 13-8 | Сифиве Лусизи (RSA) П 18-13 | Серик Сапиев (KAZ) В 9-20 | Завершил выступление | Завершил выступление |       |
| до 75 кг         |                            |                             |                             |                           |                      |                      |       |
| Хосе Эспиноса    | Золтан Харча (HUN) П 13-16 | Завершил выступление        | Завершил выступление        | Завершил выступление      | Завершил выступление | Завершил выступление |       |

Женщины
| Соревнование   | Спортсменка               | Первый раунд                 | Четвертьфинал         | Полуфинал             | Финал                 | Место |
| Соревнование   | Спортсменка               | Соперник Результат           | Соперник Результат    | Соперник Результат    | Соперник Результат    | Место |
| -------------- | ------------------------- | ---------------------------- | --------------------- | --------------------- | --------------------- | ----- |
| до 51 кг       |                           |                              |                       |                       |                       |       |
| Карла Мальокко | Эрика Матос (BRA) В 14-15 | Марлен Эспарса (USA) П 16-24 | Завершила выступление | Завершила выступление | Завершила выступление |       |

### Борьба
Мужчины
Вольная борьба
| Соревнование | Спортсмены        | Первый раунд               | Второй раунд                  | Четвертьфинал        | Полуфинал            | Финал                |
| Соревнование | Спортсмены        | Соперник Результат         | Соперник Результат            | Соперник Результат   | Соперник Результат   | Соперник Результат   |
| ------------ | ----------------- | -------------------------- | ----------------------------- | -------------------- | -------------------- | -------------------- |
| до 74 кг     | Рикардо Роберти   | Аугусто Мидана (GBS) П 1-3 | Завершил выступление          | Завершил выступление | Завершил выступление | Завершил выступление |
| до 84 кг     | Хосе Даниэль Диас |                            | Армандс Звирбулис (LAT) П 1-3 | Завершил выступление | Завершил выступление | Завершил выступление |

Греко-римская борьба
| Соревнование | Спортсмены       | Первый раунд             | Второй раунд                | Четвертьфинал        | Полуфинал            | Финал                |
| Соревнование | Спортсмены       | Соперник Результат       | Соперник Результат          | Соперник Результат   | Соперник Результат   | Соперник Результат   |
| ------------ | ---------------- | ------------------------ | --------------------------- | -------------------- | -------------------- | -------------------- |
| до 60 кг     | Луис Лиендо      |                          | Алмат Кебиспаев (KAZ) П 0-3 | Завершил выступление | Завершил выступление | Завершил выступление |
| до 66 кг     | Вуйлейксис Ривас |                          | Стив Гено (FRA) П 0-3       | Завершил выступление | Завершил выступление | Завершил выступление |
| до 96 кг     | Эрвин Карабальо  | Ардо Арусаар (EST) П 0-3 | Завершил выступление        | Завершил выступление | Завершил выступление | Завершил выступление |

Женщины
| Соревнование | Спортсменки     | Первый раунд                | Второй раунд                       | Четвертьфинал             | Полуфинал             | Финал                 |
| Соревнование | Спортсменки     | Соперник Результат          | Соперник Результат                 | Соперник Результат        | Соперник Результат    | Соперник Результат    |
| ------------ | --------------- | --------------------------- | ---------------------------------- | ------------------------- | --------------------- | --------------------- |
| до 48 кг     | Маелис Карипа   |                             | Александра Энгельхардт (GER) В 3-1 | Ирина Мерлени (UKR) П 0-3 | Завершила выступление | Завершила выступление |
| до 55 кг     | Марсия Андрадес | Валерия Коблова (RUS) П 0-3 | Завершила выступление              | Завершила выступление     | Завершила выступление | Завершила выступление |

### Велоспорт
Спортсменов —

#### Шоссейный велоспорт
Мужчины
| Соревнование     | Спортсмены | Время | Место |
| ---------------- | ---------- | ----- | ----- |
| групповая гонка  |            |       |       |
|                  |            |       |       |
|                  |            |       |       |
| раздельная гонка |            |       |       |

#### Трековый велоспорт
Мужчины
| Соревнование     | Спортсмены | Квалификация | Квалификация | Первый раунд   | Второй раунд   | 1\4 финала     | 1\2 финала     | Финал Матч за 3-е место | Место |
| Соревнование     | Спортсмены | Время        | Место        | Соперник Время | Соперник Время | Соперник Время | Соперник Время | Соперник Время Очки     | Место |
| ---------------- | ---------- | ------------ | ------------ | -------------- | -------------- | -------------- | -------------- | ----------------------- | ----- |
| Спринт           |            |              |              |                |                |                |                |                         |       |
| Перезаезд        |            |              |              |                |                |                |                |                         |       |
| Командный спринт |            |              |              |                |                |                |                |                         |       |

Омниум
| Спортсмен | Быстрый круг Время Место | Гонка по очкам Очки Место | Гонка с выбыванием Место | Индивидуальная гонка преследования Время Место | Скрэтч Место | Гит Время | Финал Место |
| --------- | ------------------------ | ------------------------- | ------------------------ | ---------------------------------------------- | ------------ | --------- | ----------- |
|           |                          |                           |                          |                                                |              |           |             |

Женщины
| Соревнование     | Спортсмены | Квалификация | Квалификация | Первый раунд   | Второй раунд   | 1\4 финала     | 1\2 финала     | Финал Матч за 3-е место | Место |
| Соревнование     | Спортсмены | Время        | Место        | Соперник Время | Соперник Время | Соперник Время | Соперник Время | Соперник Время Очки     | Место |
| ---------------- | ---------- | ------------ | ------------ | -------------- | -------------- | -------------- | -------------- | ----------------------- | ----- |
| Спринт           |            |              |              |                |                |                |                |                         |       |
| Перезаезд        |            |              |              |                |                |                |                |                         |       |
| Командный спринт |            |              |              |                |                |                |                |                         |       |

Омниум
| Спортсмен | Быстрый круг Время Место | Гонка по очкам Очки Место | Гонка с выбыванием Место | Индивидуальная гонка преследования Время Место | Скрэтч Место | Гит Время | Финал Место |
| --------- | ------------------------ | ------------------------- | ------------------------ | ---------------------------------------------- | ------------ | --------- | ----------- |
|           |                          |                           |                          |                                                |              |           |             |

Кейрин
Мужчины
| Соревнование | Спортсмен       | Первый раунд | Перезаезд | Полуфинал | Финал |
| Соревнование | Спортсмен       | Место        | Место     | Место     | Место |
| ------------ | --------------- | ------------ | --------- | --------- | ----- |
| кейрин       | Эрсони Канельон |              |           |           |       |

Женщины
| Соревнование | Спортсмен        | Первый раунд | Перезаезд | Полуфинал | Финал         |
| Соревнование | Спортсмен        | Место        | Место     | Место     | Место         |
| ------------ | ---------------- | ------------ | --------- | --------- | ------------- |
| кейрин       | Даниэла Ларреаль | 3            | 3         | 6         | 9 3 (финал B) |

### Водные виды спорта

#### Плавание
Спортсменов — 8
В следующий раунд на каждой дистанции проходят лучшие спортсмены по времени, независимо от места занятого в своём заплыве.
Мужчины
| Соревнование          | Спортсмен | Предварительные заплывы | Предварительные заплывы | Полуфиналы | Полуфиналы | Финал     | Финал |
| Соревнование          | Спортсмен | Результат               | Место                   | Результат  | Место      | Результат | Место |
| --------------------- | --------- | ----------------------- | ----------------------- | ---------- | ---------- | --------- | ----- |
| 200 м вольный стиль   |           |                         |                         |            |            |           |       |
| 400 м вольный стиль   |           |                         |                         |            |            |           |       |
| 1500 м вольный стиль  |           |                         |                         |            |            |           |       |
| 100 м баттерфляй      |           |                         |                         |            |            |           |       |
| 200 м баттерфляй      |           |                         |                         |            |            |           |       |
| 4×100 м вольный стиль |           |                         |                         |            |            |           |       |

Открытая вода
| Соревнование  | Спортсмены       | Результат | Отставание | Место |
| ------------- | ---------------- | --------- | ---------- | ----- |
| 10 километров | Эрвин Мальдонадо |           |            |       |

Женщины
| Соревнование         | Спортсменка | Предварительный раунд | Предварительный раунд | Полуфинал | Полуфинал | Финал     | Финал |
| Соревнование         | Спортсменка | Результат             | Место                 | Результат | Место     | Результат | Место |
| -------------------- | ----------- | --------------------- | --------------------- | --------- | --------- | --------- | ----- |
| 50 м вольный стиль   |             |                       |                       |           |           |           |       |
| 400 м вольным стилем |             |                       |                       |           |           |           |       |
| 800 м вольным стилем |             |                       |                       |           |           |           |       |

Открытая вода
| Соревнование  | Спортсмены | Результат | Отставание | Место |
| ------------- | ---------- | --------- | ---------- | ----- |
| 10 километров |            |           |            |       |

#### Прыжки в воду
Мужчины
| Соревнование      | Спортсмены | Предварительный раунд | Предварительный раунд | Полуфинал | Полуфинал | Финал     | Финал |
| Соревнование      | Спортсмены | Результат             | Место                 | Результат | Место     | Результат | Место |
| ----------------- | ---------- | --------------------- | --------------------- | --------- | --------- | --------- | ----- |
| Трамплин, 3 метра |            |                       |                       |           |           |           |       |
|                   |            |                       |                       |           |           |           |       |

Женщины
| Соревнование      | Спортсмены | Предварительный раунд | Предварительный раунд | Полуфинал | Полуфинал | Финал     | Финал |
| Соревнование      | Спортсмены | Результат             | Место                 | Результат | Место     | Результат | Место |
| ----------------- | ---------- | --------------------- | --------------------- | --------- | --------- | --------- | ----- |
| Трамплин, 3 метра |            |                       |                       |           |           |           |       |
| Вышка, 10 метров  |            |                       |                       |           |           |           |       |

### Гимнастика

#### Спортивная гимнастика
Женщины
| Соревнование          | Спортсмен | Вольные упражнения | Вольные упражнения | Бревно | Бревно | Брусья | Брусья | Опорный прыжок | Опорный прыжок | Абсолютное первенство | Абсолютное первенство |
| Соревнование          | Спортсмен | Очки               | Место              | Очки   | Место  | Очки   | Место  | Очки           | Место          | Очки                  | Место                 |
| --------------------- | --------- | ------------------ | ------------------ | ------ | ------ | ------ | ------ | -------------- | -------------- | --------------------- | --------------------- |
| абсолютное первенство |           |                    |                    |        |        |        |        |                |                |                       |                       |

### Дзюдо
Спортсменов — 3
Соревнования по дзюдо проводились по системе на выбывание. Утешительные встречи проводились между спортсменами, потерпевшими поражение в четвертьфинале турнира. Победители утешительных встреч встречались в схватке за 3-е место со спортсменами, проигравшими в полуфинале в противоположной половине турнирной сетки.
Мужчины
| Категория | Спортсмены          | 1/32 финала        | 1/16 финала                     | 1/8 финала                           | Четвертьфинал        | Полуфинал            | Финал                | Место |
| Категория | Спортсмены          | Соперник Результат | Соперник Результат              | Соперник Результат                   | Соперник Результат   | Соперник Результат   | Соперник Результат   | Место |
| --------- | ------------------- | ------------------ | ------------------------------- | ------------------------------------ | -------------------- | -------------------- | -------------------- | ----- |
| до 60 кг  | Хавьер Гуэдес       | Не участвовал      | А Ламусы (CHN) поб. 0111 — 0000 | Ришод Собиров (UZB) пор. 0000 — 1000 | Завершил выступление | Завершил выступление | Завершил выступление | 9     |
| до 73 кг  | Рикардо Вальдеррама | Не участвовал      |                                 |                                      |                      |                      |                      |       |

Женщины
| Соревнование | Спортсмен | Предварительный раунд | 1/32               | 1/16               | Четвертьфиналы     | Полуфиналы         | Финал              | Первый утешительный раунд | Утешительный четвертьфинал | Утешительный полуфинал | За 3 место Финал   |
| Соревнование | Спортсмен | Соперник Результат    | Соперник Результат | Соперник Результат | Соперник Результат | Соперник Результат | Соперник Результат | Соперник Результат        | Соперник Результат         | Соперник Результат     | Соперник Результат |
| ------------ | --------- | --------------------- | ------------------ | ------------------ | ------------------ | ------------------ | ------------------ | ------------------------- | -------------------------- | ---------------------- | ------------------ |
| свыше 78 кг  |           |                       |                    |                    |                    |                    |                    |                           |                            |                        |                    |

### Лёгкая атлетика
Спортсменов —
Мужчины
| Дисциплина  | Спортсмен | Предварительный раунд | Предварительный раунд | Четвертьфиналы | Четвертьфиналы | Полуфиналы | Полуфиналы | Финал     | Финал |
| Дисциплина  | Спортсмен | Результат             | Место                 | Результат      | Место          | Результат  | Место      | Результат | Место |
| ----------- | --------- | --------------------- | --------------------- | -------------- | -------------- | ---------- | ---------- | --------- | ----- |
| 1500 м      |           |                       |                       |                |                |            |            |           |       |
| 3 000 м с/п |           |                       |                       |                |                |            |            |           |       |

Женщины
| Дисциплина      | Спортсмен | Предварительный раунд | Предварительный раунд | Четвертьфиналы | Четвертьфиналы | Полуфиналы | Полуфиналы | Финал     | Финал |
| Дисциплина      | Спортсмен | Результат             | Место                 | Результат      | Место          | Результат  | Место      | Результат | Место |
| --------------- | --------- | --------------------- | --------------------- | -------------- | -------------- | ---------- | ---------- | --------- | ----- |
| марафон         |           |                       |                       |                |                |            |            |           |       |
| ходьба на 20 км |           |                       |                       |                |                |            |            |           |       |

### Настольный теннис
Женщины
Одиночный разряд
| Соревнование     | Спортсменки | Предварительный раунд | Первый раунд       | Второй раунд       | Третий раунд       | Четвёртый раунд    | Четвертьфинал      | Полуфинал          | Финал              |
| Соревнование     | Спортсменки | Соперник Результат    | Соперник Результат | Соперник Результат | Соперник Результат | Соперник Результат | Соперник Результат | Соперник Результат | Соперник Результат |
| ---------------- | ----------- | --------------------- | ------------------ | ------------------ | ------------------ | ------------------ | ------------------ | ------------------ | ------------------ |
| Одиночный разряд |             |                       |                    |                    |                    |                    |                    |                    |                    |
| Фабиола Рамос    |             |                       |                    |                    |                    |                    |                    |                    |                    |

### Парусный спорт
Спортсменов — 2
Соревнования по парусному спорту в каждом из классов состояли из 10 гонок, за исключением класса 49er, где проводилось 15 заездов. В каждой гонке спортсмены стартовали одновременно. Победителем каждой из гонок становился экипаж, первым пересекший финишную черту. Количество очков, идущих в общий зачёт, соответствовало занятому командой месту. 10 лучших экипажей по результатам 10 гонок попадали в медальную гонку, результаты которой также шли в общий зачёт. В случае если участник соревнований не смог завершить гонку ему начислялось количество очков, равное количеству участников плюс один. При итоговом подсчёте очков не учитывался худший результат, показанный экипажем в одной из гонок. Сборная, набравшая наименьшее количество очков, становится олимпийским чемпионом.
Мужчины
| Класс | Спортсмены     | Гонка | Гонка | Гонка | Гонка | Гонка | Гонка | Гонка | Гонка | Гонка | Гонка | Гонка         | Очки | Место |
| Класс | Спортсмены     | 1     | 2     | 3     | 4     | 5     | 6     | 7     | 8     | 9     | 10    | M             | Очки | Место |
| ----- | -------------- | ----- | ----- | ----- | ----- | ----- | ----- | ----- | ----- | ----- | ----- | ------------- | ---- | ----- |
| RS:X  | Даниэль Флорес | 37    | 37    | 29    | 32    | 30    | 24    | 32    | 29    | 23    | 16    | Не участвовал | 252  | 31    |
| Лазер |                |       |       |       |       |       |       |       |       |       |       |               |      |       |

Использованы следующие сокращения:
- M — медальная гонка

### Стрельба из лука
Спортсменов — 2
Мужчины
| Соревнование              | Спортсмены   | Квалификация | Квалификация | 1/32 финала        | 1/16 финала        | 1/8 финала         | Четвертьфинал      | Полуфинал          | Финал              |
| Соревнование              | Спортсмены   | Результат    | Место        | Соперник Результат | Соперник Результат | Соперник Результат | Соперник Результат | Соперник Результат | Соперник Результат |
| ------------------------- | ------------ | ------------ | ------------ | ------------------ | ------------------ | ------------------ | ------------------ | ------------------ | ------------------ |
| Индивидуальное первенство | Элиас Малаве |              |              |                    |                    |                    |                    |                    |                    |

Женщины
| Соревнование              | Спортсмены   | Квалификация | Квалификация | 1/32 финала        | 1/16 финала        | 1/8 финала         | Четвертьфинал      | Полуфинал          | Финал              |
| Соревнование              | Спортсмены   | Результат    | Место        | Соперник Результат | Соперник Результат | Соперник Результат | Соперник Результат | Соперник Результат | Соперник Результат |
| ------------------------- | ------------ | ------------ | ------------ | ------------------ | ------------------ | ------------------ | ------------------ | ------------------ | ------------------ |
| Индивидуальное первенство | Лейдис Брито |              |              |                    |                    |                    |                    |                    |                    |

### Тяжёлая атлетика
Спортсменов — 3
Мужчины
| Категория | Спортсмен     | Вес   | Рывок | Рывок | Рывок | Толчок | Толчок | Толчок | Всего | Место |
| Категория | Спортсмен     | Вес   | 1     | 2     | 3     | 1      | 2      | 3      | Всего | Место |
| --------- | ------------- | ----- | ----- | ----- | ----- | ------ | ------ | ------ | ----- | ----- |
| до 69 кг  | Хуниор Санчес | 68.67 | 145   | 148   | 148   | 172    | 176    | 180    | 328   | 5     |

Женщины
| Категория | Спортсмен      | Вес   | Рывок | Рывок | Рывок | Толчок | Толчок | Толчок | Всего | Место |
| Категория | Спортсмен      | Вес   | 1     | 2     | 3     | 1      | 2      | 3      | Всего | Место |
| --------- | -------------- | ----- | ----- | ----- | ----- | ------ | ------ | ------ | ----- | ----- |
| до 48 кг  | Бетси Ривас    | 47.43 | 68    | 70    | 70    | 92     | 96     | 98     | 168   | 8     |
| до 53 кг  | Инмара Энрикес | 52.84 | 78    | 81    | 81    | 107    | 110    | 113    | 194   | 10    |

### Фехтование
Спортсменов — 6
В индивидуальных соревнованиях спортсмены сражаются три раунда по три минуты, либо до того момента, как один из спортсменов нанесёт 15 уколов. Если по окончании времени в поединке зафиксирован ничейный результат, то назначается дополнительная минута до «золотого» укола.
Мужчины
| Соревнование         | Спортсмены        | 1/32 финала        | 1/16 финала                        | 1/8 финала                    | Четвертьфиналы               | Полуфиналы                  | Финал матч за 3-е место           | Место |
| Соревнование         | Спортсмены        | Соперник Результат | Соперник Результат                 | Соперник Результат            | Соперник Результат           | Соперник Результат          | Соперник Результат                | Место |
| -------------------- | ----------------- | ------------------ | ---------------------------------- | ----------------------------- | ---------------------------- | --------------------------- | --------------------------------- | ----- |
| Индивидуальная шпага | Рубен Лимардо     |                    | Айман Файез (EGY) поб. 15:13       | Макс Хайнцер (SUI) поб. 15:11 | Паоло Пиццо (ITA) поб. 15:12 | Уэстон Келси (USA) поб. 6:5 | Бартош Пьясецкий (NOR) поб. 15:10 | 1     |
| Индивидуальная шпага | Сильвио Фернандес |                    | Дмитрий Алексанин (KAZ) поб. 15:12 | Руслан Кудаев (UZB) поб. 15:3 | Уэстон Келси (USA) пор. 9:15 | Завершил выступление        | Завершил выступление              | 5     |
| Индивидуальная сабля |                   |                    |                                    |                               |                              |                             |                                   |       |

Женщины
| Соревнование          | Спортсмены | 1/16 финала        | 1/8 финала         | Четвертьфиналы     | Полуфиналы         | Матч за 3-е место  | Финал              | Место |
| Соревнование          | Спортсмены | Соперник Результат | Соперник Результат | Соперник Результат | Соперник Результат | Соперник Результат | Соперник Результат | Место |
| --------------------- | ---------- | ------------------ | ------------------ | ------------------ | ------------------ | ------------------ | ------------------ | ----- |
| Индивидуальная шпага  |            |                    |                    |                    |                    |                    |                    |       |
| Индивидуальная рапира |            |                    |                    |                    |                    |                    |                    |       |
| Индивидуальная сабля  |            |                    |                    |                    |                    |                    |                    |       |